# Comuna de Słaboszów
Słaboszów (polaco: Gmina Słaboszów) é uma gminy (comuna) na Polónia, na voivodia de Pequena Polónia e no condado de Miechowski. A sede do condado é a cidade de Słaboszów.
De acordo com os censos de 2004, a comuna tem 3877 habitantes, com uma densidade 50,4 hab/km².

## Área
Estende-se por uma área de 76,96 km², incluindo:
- área agrícola: 87%
- área florestal: 6%

## Demografia
Dados de 30 de Junho 2004:
|                      | Total   | Total | Mulheres | Mulheres | Homens  | Homens |
| -------------------- | ------- | ----- | -------- | -------- | ------- | ------ |
|                      | pessoas | %     | pessoas  | %        | pessoas | %      |
| População            | 3877    | 100   | 1938     | 50       | 1939    | 50     |
| Densidade (pop./km²) | 50,4    | 100   | 25,2     | 25,2     | 25,2    | 25,2   |

De acordo com dados de 2002, o rendimento médio per capita ascendia a 1081,33 zł.

## Comunas vizinhas
- Działoszyce, Książ Wielki, Miechów, Racławice